# Berliet GVB
Der Berliet GVB war ein vom französischen Kraftfahrzeughersteller Berliet in Lyon ab 1924 als Langhauber hergestellter schwerer Lkw.

## Geschichte und Technik
Der Berliet GVB erhielt im September 1924 seine allgemeine Betriebserlaubnis. Er hatte den schon im Berliet CBA von 1915 eingebauten und mittlerweile leicht geänderten Vierzylinder-Ottomotor des Typs Z10 mit 110 mm Bohrung und 140 mm Hub. Das Fahrzeug war steuerlich mit 25 CV eingestuft, die bei 1500/min abgegebene effektive Höchstleistung wird – damaliger Sitte in Frankreich folgend – in den Quellen nicht angegeben, dürfte aber etwa 35–40 PS betragen haben. Das Drehmoment wurde mittels Kardanwelle auf die Hinterräder übertragen. Die Nutzlast lag bei 7 Tonnen, das Leergewicht des bloßen Chassis bei 3600 kg.
1925 folgte eine zweite Serie, GVB2 genannt. Wegen einer auf 1200/min gesenkten Tourenzahl wurde der GVB2 steuerlich mit 20 CV eingestuft, die tatsächliche Motorleistung ist auch hier nicht angegeben.
Über die gebaute Stückzahl beider Varianten und das Produktionsende ist nichts überliefert.

### Originalquellen
Eine Publikation, in der alle vor 1945 gebauten Berliet-Typen individuell abgehandelt wären, gibt es nicht. Neben der unten erwähnten Literatur wurde auf folgende in der Fondation Berliet verwahrte Originalunterlagen zurückgegriffen:
- "Fiches des Mines": Es handelt sich um die Unterlagen zur Erteilung einer allgemeinen Betriebserlaubnis, hierfür ist in Frankreich der "Inspecteur des mines" sachlich zuständig. Diese Unterlagen sind chronologisch geordnet und nummeriert. Nicht zu jedem Typ bzw. Variante gibt es entsprechende Unterlagen, teils, weil sie wohl als Untervarianten eines Typs verstanden wurden, für den eine gesonderte Erlaubnis nicht erforderlich war, teils wohl, weil diese Unterlagen im Laufe der letzten 100 Jahre verlorengegangen sind. Bei Militärtypen gibt es Hinweise, dass eine Betriebserlaubnis direkt durch militärische Dienststellen erfolgte, was entsprechende "fiches des mines" überflüssig machte. Die Quellenbezeichnung lautet: "Fiches No...."
- "Etat des véhicules utilitaires et autobus declares aux mines depuis 1920", eine 15-seitige Zusammenstellung vom 1. Dezember 1941, enthält insbesondere die reservierten Chassisnummernbänder, die jedoch vielfach nicht vollständig ausgeschöpft wurden, einige Typen bzw. Varianten werden nicht erwähnt, Quellenbezeichnung lautet: "Etat S..."
- "Nombre de véhicules construits de 1930 à 1942", siebenseitige Zusammenstellung der zwischen 1930 und 1942 gebauten Stückzahlen an Nutzfahrzeugen, erstellt wohl 1943, erste Seite teilweise irreparabel verderbt, teilweise werden mehrere Typen bzw. Varianten zusammengefasst, Quellenbezeichnung lautet: "Nombre S...."

### Sonstige Literatur
- Monique Chapelle: Berliet. 1. Auflage. EMCE, Saint-Chamond 2016, ISBN 978-2-35740-049-8.
- Christophe Puvilland: Berliet 1905–1978, toute la gamme omnibus, autocars, autobus et trolleybus. 1. Auflage. histoire&collections, Paris 2008, ISBN 978-2-35250-059-9.
- François Vauvillier: Tous les Berliet militaires 1914–1940, vol.1: les camions. histoire&collections, Paris 2019, ISBN 978-2-35250-496-2.